# بيت الرويشان (جحانه)

تعديل مصدري - تعديل

بيت الرويشان هي إحدى قرى مديرية جحانة التابعة لمحافظة صنعاء اليمنية، بلغ تعداد سكانها 703 حسب أحصائيات عام 2004.